# 乔瓦尼·普拉泽尔
乔瓦尼·普拉泽尔（義大利語：Giovanni Plazzer，1909年9月30日—1983年6月23日），意大利男子赛艇运动员。他曾代表意大利参加1932年夏季奥林匹克运动会赛艇比赛，获得男子四人单桨有舵手银牌。